# Proagonistes redimiculum
Proagonistes redimiculum là một loài ruồi trong họ Asilidae. Proagonistes redimiculum được Speiser miêu tả năm 1914. Loài này phân bố ở vùng nhiệt đới châu Phi.